# Кохатися втрьох
«Кохатися втрьох» (англ. The Threesome) — американська романтична комедійна драма 2025 року режисера Чеда Гартіґана за сценарієм Ітана Оґілбі. У фільмі зіграли Зої Дойч, Джона Гауер-Кінг, Рубі Круз, Джабукі Янг-Вайт, Джош Сеґарра, Роберт Лонґстріт, Арден Майрін, Крістін Слейсман, Аллан Маклауд і Джулія Свіні.
Світова прем’єра стрічки відбулася 7 березня 2025 року на кінофестивалі South by Southwest Film & TV Festival. Випуск в Україні заплановано на 4 вересня 2025 року, а в США — на 5 вересня дистриб’ютором Vertical.

## Сюжет
Коннор прагне розпочати серйозні стосунки з Олівією. Під час побачення вони зустрічають Дженні й події несподівано приводять до інтимного зв’язку між трьома. У подальшому розвиткові подій і Дженні, і Олівія виявляють, що завагітніли.

## Акторський склад
- Зої Дойч — Олівія
- Рубі Круз — Дженні
- Джона Гауер-Кінг — Коннор
- Джабукі Янг-Вайт — Ґреґ
- Джош Сеґарра — Кевін
- Арден Майрін — Евелін
- Роберт Лонґстріт
- Крістін Слейсман
- Аллан Маклауд
- Джулія Свіні

## Виробництво
Фільм зняв Чед Гартіґан, а сценарій написав Ітан Оґілбі, для якого ця робота стала дебютом у повнометражному кіно після участі у створенні довготривалого телевізійного серіалу «Сімпсони». У 2022 році до головних ролей були прикріплені Лоґан Лерман та Фібі Дайневор. Продюсерами виступили Тім Вайт і Тревор Вайт (Star Thrower Entertainment), Вінс Джоліветт (Filmopoly) та Стівен Шапіро (Jupiter Peak).
Основні зйомки відбувалися в Арканзасі, США, на початку 2024 року під робочою назвою «Three's a Crowd». Виробництво було завершене в лютому 2024 року, а головні ролі виконали Зої Дойч, Джона Гауер-Кінг та Рубі Круз. 21 лютого 2024 року було підтверджено участь у фільмі Арден Майрін.

## Прем'єра
Фільм «Кохатися втрьох» мав прем’єру на фестивалі South by Southwest Film & TV 7 березня 2025 року. У травні 2025 року компанія Vertical придбала права на дистрибуцію фільму в США та призначила його вихід на 5 вересня 2025 року.